# Duché d'Estouteville
Le duché d'Estouteville est un ancien duché Normand qui perdurera de 1534 à 1707.

## Histoire
La seigneurie d'Estouteville est érigée en duché en août 1534 par la grâce accordée du roi de France François Ier à Adrienne d'Estouteville, dernière représentante de la famille, après son mariage avec François de Bourbon, comte de Saint-Pol, fils de François de Bourbon comte de Vendôme et de Marie de Luxembourg, comtesse de Saint-Pol.
Le château de Valmont dépendait du duché.

## La fin du duché
Le duché passe par mariage en 1563 dans la maison des Orléans-Longueville jusqu'au décès de Marie d'Orléans, duchesse de Nemours le 16 juin 1707.

## Armes et blason
Les armes de François de Bourbon, duc d'Estouteville sont : écartelé au 1 et 4 de Bourbon, au 2 et 3 de Luxembourg qui est sa mère (à droite).

## Les ducs
- Henri II d'Orléans (6 avril 1595 – 11 mai 1663), (aussi appelé Henri II de Valois-Longueville), de la maison Orléans-Longueville, pair de France, duc de Longueville, d'Estouteville et de Coulommiers, prince et souverain de Neuchâtel et de Valangin, prince de Châtelaillon, comte de Dunois, gouverneur de Picardie puis de Normandie.
- Jean-Louis d'Orléans-Longueville (12 janvier 1646-1694), duc de Longueville, prince de Châtelaillon, de Neuchâtel et de Valangin, duc d'Estouteville, comte de Saint-Pol, pair de France. Fils du précédent.
- Charles-Paris d'Orléans-Longueville (29 janvier 1649-12 juin 1672), duc de Longueville, prince de Châtelaillon, de Neuchâtel et de Valangin, duc d'Estouteville, comte de Saint-Pol, pair de France. Frère du précédent.
- Marie, demi-sœur des précédents, jusqu'à sa mort en 1707. Le duché d'Estouteville n'eut pas d'héritier en tant que tel, mais la « seigneurie du duché d'Estouteville » fut l'objet d'un accord entre les héritiers de Marie : elle alla aux Goyon-Matignon (d'où les Grimaldi de Monaco), tandis que le Dunois et Coulommiers allaient aux Bourbon-Soissons (d'où les d'Albert de Luynes).